# Michele Rubino
Michelangelo Rubino (Milano, 1910 – 1978) è stato un disegnatore italiano.
Figlio di Antonio Rubino, ha realizzato alcune copertine per Topolino e per gli Albi tascabili di Topolino, spesso ricalcando gli originali statunitensi. Ha ritoccato alcune vignette della storia Topolino e il mistero delle collane (1941) di Floyd Gottfredson in occasione della pubblicazione della stessa su Topolino formato giornale (1946).
Michele Rubino ha ricalcato anche alcune storie come ad esempio la britannica Paperino e i quaranta ladroni, unica storia del ciclo delle storie del marinaio Mac (qui Ciccio Sbronza) ad essere giunta in Italia.